# Thij (dorpsplein)
Een thij, tie of thie is de naam voor een centraal plein in middeleeuwse dorpen.

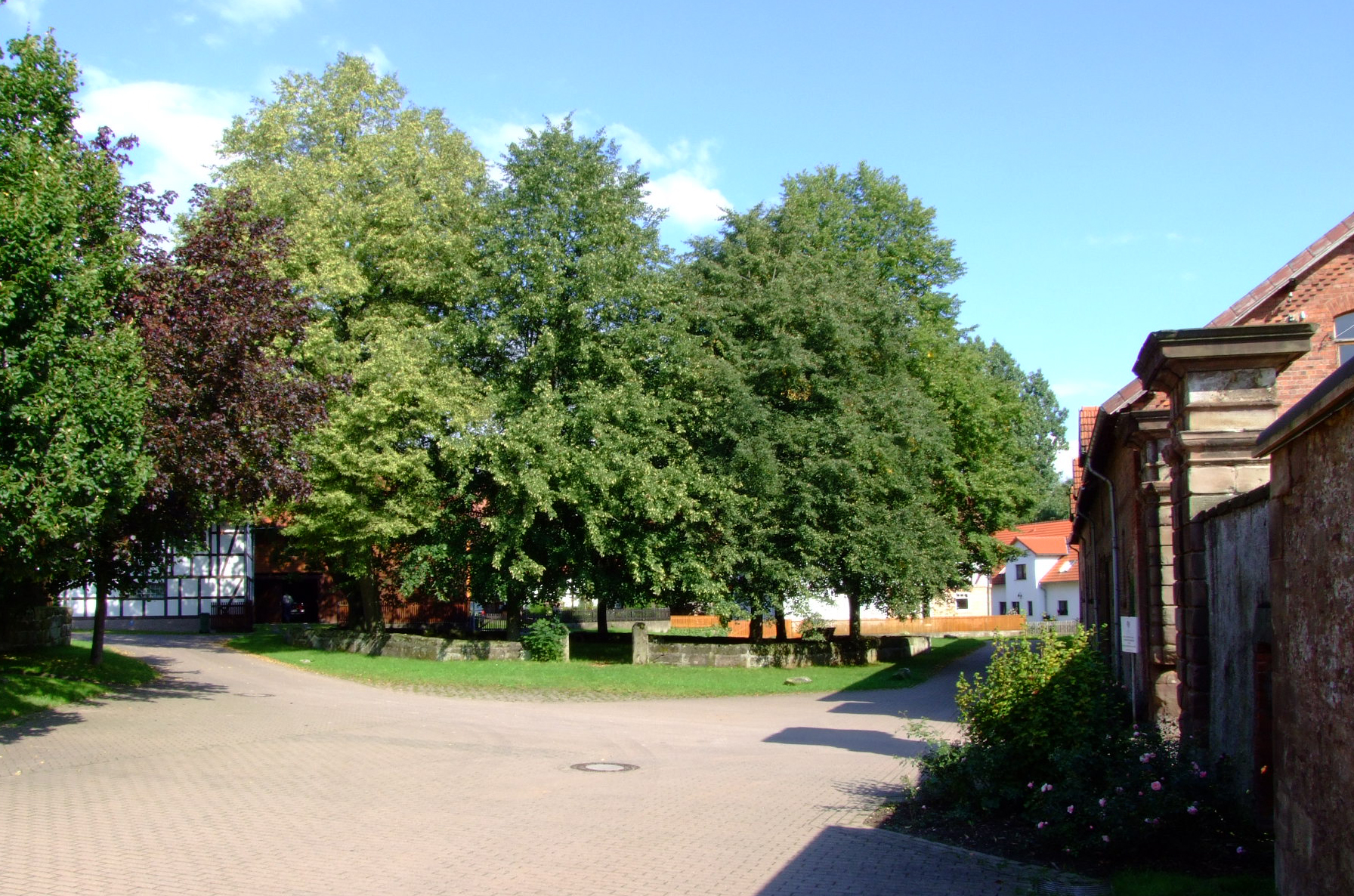
Thie-plein te Rittmarshausen, gem. Gleichen (Göttingen)

De benaming komt voor in de Nederlandse provincie Overijssel en in een gedeelte van Duitsland, dat zich uitstrekt van het Münsterland tot aan de omgeving van de steden Hannover en Maagdenburg.
De (Middelnederduits: Dat (Het)) thij, tie of thie is een meestal ommuurd, soms met linden beplant plein midden in een dorp, vaak voorzien van een platte steen, die als vergadertafel diende voor de vierschaar, een plaatselijke rechtbank voor lokale geschillen, bijvoorbeeld over erfgrenzen of weiderecht. De voorzitter van zo'n vierschaar heette een boerrichter. Een thie was vaak met gras begroeid, en soms lag de plek op een heuveltje of bij een bron of waterpomp. Later werd de thie ook wel als plaats voor dansfeesten e.d. gebruikt. Dorpen zonder lokale rechtbank hadden doorgaans geen thie.
Er bestaan dorpen, die zowel een thie als een brink hadden. De brink was dan een vergaderplaats buiten het dorp, de/het thie lag erbinnen.
Al naargelang de eigenaardigheden van het plaatselijke dialect werd het woord anders uitgesproken en gespeld; de variëteit is groot. In Oost Friesland komt bijvoorbeeld de variant Thee voor. Deze naam heeft dan dus niets met de drank van die naam te maken.
Het begrip thie is vermoedelijk etymologisch verwant met Oudengels tig of tih en Oudnoords teigr. Beide woorden waren aanduidingen voor een  hoeve, een plein of een stuk land.
In de datief, de derde naamval, krijgt het woord de uitgang -e. Daarom is het waarschijnlijk, dat de in Oost-Nederland voorkomende familienaam Ten Tije de betekenis heeft: wonende op of bij de thij. Het Nederlandse voorzetsel te regeerde voor ca. 1700 de derde naamval. Ook achternamen als Tijhuis of Tijhaar kunnen naar een thij verwijzen.
De geografische naam thij komt in Nederland voor in o.a. Oldenzaal en Steenwijkerland.